# Diocesi di Uberlândia
La diocesi di Uberlândia (in latino: Dioecesis Fertiliensis) è una sede della Chiesa cattolica in Brasile suffraganea dell'arcidiocesi di Uberaba. Nel 2022 contava 663.000 battezzati su 898.009 abitanti. È retta dal vescovo Paulo Francisco Machado.

## Territorio
La diocesi comprende 9 comuni nella parte occidentale dello stato brasiliano di Minas Gerais: Uberlândia, Araguari, Araporã, Cascalho Rico, Estrela do Sul, Grupiara, Indianópolis, Monte Alegre de Minas e Tupaciguara.
Sede vescovile è la città di Uberlândia, dove si trova la cattedrale di Santa Teresina.
Il territorio si estende su una superficie di 13.784 km² ed è suddiviso in 50 parrocchie, raggruppate in 7 foranie.

## Storia
La diocesi è stata eretta il 22 luglio 1961 con la bolla Animorum Societas di papa Giovanni XXIII, ricavandone il territorio dalla diocesi di Uberaba (oggi arcidiocesi).
Originariamente suffraganea dell'arcidiocesi di Belo Horizonte, il 4 aprile 1962 è entrata a far parte della provincia ecclesiastica dell'arcidiocesi di Uberaba.
Il 16 ottobre 1982 ha ceduto una porzione del suo territorio a vantaggio dell'erezione della diocesi di Ituiutaba.

## Cronotassi dei vescovi
Si omettono i periodi di sede vacante non superiori ai 2 anni o non storicamente accertati.
- Almir Marques Ferreira † (19 agosto 1961 - 1º dicembre 1977 dimesso)
- Estêvão Cardoso de Avellar, O.P. † (20 marzo 1978 - 23 dicembre 1992 ritirato)
- José Alberto Moura, C.S.S. (23 dicembre 1992 - 7 febbraio 2007 nominato arcivescovo di Montes Claros)
- Paulo Francisco Machado, dal 2 gennaio 2008

## Statistiche
La diocesi nel 2022 su una popolazione di 898.009 persone contava 663.000 battezzati, corrispondenti al 73,8% del totale.
| anno | popolazione | popolazione | popolazione | presbiteri | presbiteri | presbiteri | presbiteri                | diaconi | religiosi | religiosi | parrocchie |
| anno | battezzati  | totale      | %           | numero     | secolari   | regolari   | battezzati per presbitero | diaconi | uomini    | donne     | parrocchie |
| ---- | ----------- | ----------- | ----------- | ---------- | ---------- | ---------- | ------------------------- | ------- | --------- | --------- | ---------- |
| 1961 | ?           | 231.024     | ?           | 41         | 6          | 35         | ?                         |         |           |           | 11         |
| 1967 | 350.000     | 500.000     | 70,0        | 42         | 12         | 30         | 8.333                     |         | 12        | 80        | 18         |
| 1976 | 318.807     | 388.254     | 82,1        | 44         | 12         | 32         | 7.245                     |         | 33        | 108       | 21         |
| 1980 | 363.000     | 469.000     | 77,4        | 40         | 7          | 33         | 9.075                     |         | 33        | 118       | 22         |
| 1990 | 454.000     | 566.000     | 80,2        | 43         | 22         | 21         | 10.558                    | 1       | 24        | 150       | 22         |
| 1999 | 520.000     | 651.000     | 79,9        | 48         | 39         | 9          | 10.833                    | 19      | 10        | 89        | 31         |
| 2000 | 526.000     | 659.000     | 79,8        | 51         | 42         | 9          | 10.313                    | 19      | 11        | 69        | 32         |
| 2001 | 598.000     | 810.000     | 73,8        | 50         | 40         | 10         | 11.960                    | 20      | 15        | 76        | 32         |
| 2002 | 598.000     | 810.000     | 73,8        | 58         | 45         | 13         | 10.310                    | 20      | 17        | 87        | 33         |
| 2003 | 598.000     | 810.000     | 73,8        | 61         | 45         | 16         | 9.803                     | 19      | 24        | 93        | 34         |
| 2004 | 598.000     | 810.000     | 73,8        | 62         | 46         | 16         | 9.645                     | 19      | 40        | 95        | 34         |
| 2010 | 644.000     | 872.000     | 73,9        | 70         | 59         | 11         | 9.200                     | 33      | 20        | 70        | 43         |
| 2014 | 675.000     | 914.000     | 73,9        | 64         | 54         | 10         | 10.546                    | 40      | 16        | 69        | 44         |
| 2017 | 692.930     | 937.000     | 74,0        | 69         | 59         | 10         | 10.042                    | 44      | 15        | 50        | 46         |
| 2020 | 651.000     | 881.220     | 73,9        | 73         | 62         | 11         | 8.917                     | 54      | 15        | 52        | 48         |
| 2022 | 663.000     | 898.009     | 73,8        | 71         | 62         | 9          | 9.338                     | 54      | 14        | 26        | 50         |